# Joseph-Henri Mees
Joseph-Henri Mees (Brussel·les, 1777 - 1858) fou un compositor belga del Romanticisme.
Dotat d'una gran precocitat, als disset anys ja era director d'orquestra a Hamburg. Dos anys més tard entrà al servei del duc de Brunsvic, i el 1816 establí una escola de música a Brussel·les. fins que el 1830 la revolució l'obligà abandonar de bell nou el seu país, i residí successivament a Varsòvia i Kíev com a professor de música, sent nomenat el 1838 director d'orquestra de l'Òpera de Sant Petersburg.
Va compondre l'òpera còmica Le fermier belge, l'oratori Esther, una cantata, etc. i a més les següents obres teòriques:
- Explication de la basse chiffrée (Brussel·les, 1827);
- Tableaux synoptiques du Méloplaste (Brussel·les, 1827);
- Méthode raisonée pour exercer la voix et la préparer aux plus grandes difficultés (Brussel·les, 1828);
- Théorie de la musique mise en canons, à l'usage moderne, de Castil-Blaze (Brussel·les, 1828);
- Mémoires on Essais sur la musique, de Grétry (Brussel·les, 1829);
- Biographie des théoriciens, compositeurs, chanteurs et musiciens célebres qui out illustré l'école flamande et qui sony nés dans les Pays-Bas.